# Je reviendrai
Singles de Sheryfa Luna
Ce qu'ils aiment
(2009) Tu me manques
(2010)
Je reviendrai est une chanson de la chanteuse RnB Sheryfa Luna extrait de son second album studio, Vénus sorti en 2008. Il s'agit du troisième et dernier single de l'album sorti le 10 août 2009. Il se classe à la 10e place en France. Le clip a été tourné au Maroc et plus précisément à Marrakech comme l'indique la chanteuse lors d'une interview .

## Classement hebdomadaire
| Classement (2009) | Meilleure position |
| ----------------- | ------------------ |
| France (SNEP)     | 10                 |